# 赤颈鸭

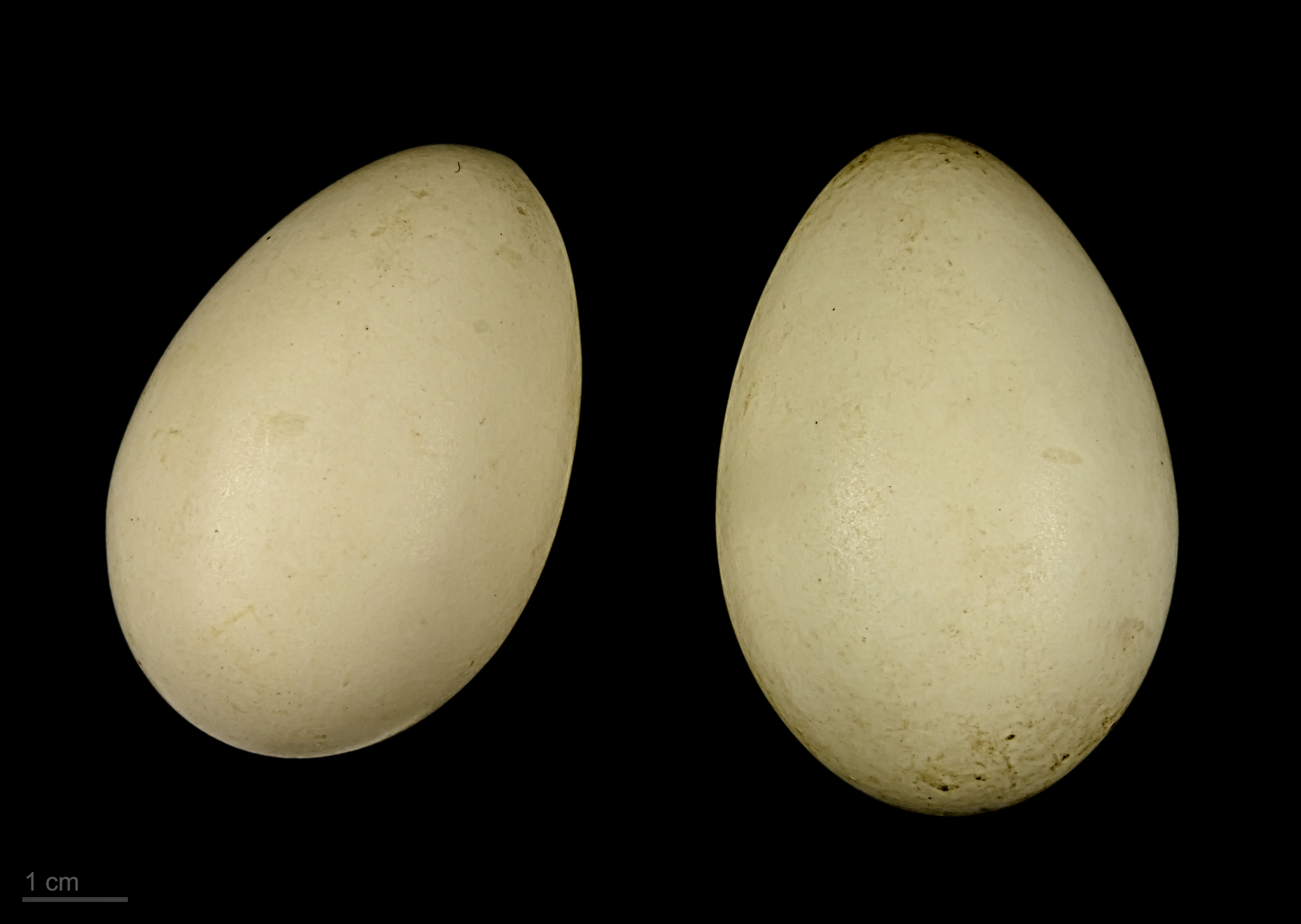
Mareca penelope

赤颈鸭，学名Mareca penelope，又名赤颈凫、鹅子鸭、红鸭。

## 生态环境
赤颈鸭经常活动在浅水水域，可见于不深的沼泽、湖泊以及河流的沿岸地区，尤其常见于水草丛生的岸边，偶尔也见于开阔水面，能潜水。离水升起时呈直线起飞，迁徙时常与其他雁形目鸟类结成大群。

## 分布地域
赤颈鸭繁殖于欧亚大陆北部；越冬于欧洲南部、非洲东北部与西北角，见于埃及北部、伊朗、巴基斯坦、印度、缅甸、印度支那半岛、菲律宾群岛至日本一线，偶见于格陵兰、北美洲等地。在中国东部各地越冬，其分布西限可达西藏南部，海南岛、台湾亦有本物种越冬。

## 特征
赤颈鸭雄雌异形异色。雄鸟头部、颈部棕红色，额头部分则为耀眼的金黄色，红棕色背景下的金黄色额头非常鲜艳，是本物种独有的特征，颌下和喉部暗褐色，在整个头颈部的红褐色和褐色区域可见细碎的黑色斑点分布，脸部、眼部和眼眶后缘的黑点相对较多，使得这些部位看起来颜色较深形成一块新月型的深色区域；上体自上背以下均以灰白色为基色，密布幼细的暗褐色波浪状横纹，肩部和上背部的横纹较密集而腰部则较为稀疏；尾上覆羽和尾下覆羽均为饱满的黑色，尾羽黑褐色，双翅小覆羽以灰褐色为基色，密布灰白色波浪形幼细横纹，初级飞羽黑色，翼镜翠绿色镶有黑色边框，次级覆羽纯白色，飞行中的本物种雄鸟双翅黑色、白色和翠绿色相间非常悦目；胸部为杂以灰色的淡红褐色，与颈部饱满的红褐色有着明显的分界，两胁灰色，腹部纯白色；虹膜为棕色；喙蓝灰色；双足灰色。雌鸟通体棕褐色；头顶和后颈杂以浅褐色细纹，上背杂有深褐色横斑；腹纯白；翼上覆羽灰褐；三级飞羽外白或灰白；翼镜灰褐色。

## 食物
赤颈鸭主要以植物为食，据鸟类学家剖检鸟胃的结果显示，越冬期的赤颈鸭胃容物除植物组织外仅有协助磨碎食物的石块。

## 繁殖与保护
本物种曾经数量巨大，因而并未列入保护名单，但是由于本物种肉质肥美，羽毛颜色艳丽，因而受到非法捕猎的威胁。